# Soleil rouge
Pour plus de détails, voir Fiche technique et Distribution.
Soleil rouge est un  film franco-italo-espagnol réalisé par Terence Young, sorti en 1971. Il met en vedette Charles Bronson, Toshirō Mifune, Alain Delon et Ursula Andress.

## Synopsis
Au printemps 1870, en Arizona, un ambassadeur japonais accompagné de deux samouraïs, Kuroda et Namuro, se rend à Washington à bord d'un wagon privé pour prendre ses fonctions. Il est chargé de remettre au président des États-Unis, de la part de l'empereur du Japon, un sabre de samouraï de grande valeur. Dans ce même train voyage une redoutable bande de hors-la-loi, commandée par Link et son second, Gotch, qui projettent d'attaquer le wagon postal également remorqué. Les bandits s'emparent de l'or, mais Link et Gotch volent en outre le sabre, après avoir tué Namuro. Gotch, convoitant pour lui seul le chargement d'or, fait tirer sur Link par ses complices.
Après le départ des bandits, Kuroda retrouve Link gravement blessé. Il le soigne dans l'espoir qu'il l'aidera à retrouver la bande. Le samouraï est en effet chargé par son ambassadeur de retrouver le sabre sous sept jours, faute de quoi il devra se faire hara-kiri. Link et Kuroda décident de poursuivre à pied et sans arme à feu les bandits à travers le désert. Link essaye par tous les moyens de perdre Kuroda, car celui-ci a juré de tuer Gotch pour venger son compagnon samouraï, alors que le hors-la-loi en a besoin pour retrouver le trésor volé. Peu à peu, une sorte de respect mutuel naît entre les deux hommes.
Dans le bordel d'un petit village mexicain, ils retrouvent Christina, la fiancée de Gotch, et Pépita, la tenancière et amante de Link. Attendant Gotch, ils sont presque surpris le lendemain par une partie de sa bande venue enlever Christina. Link et Kuroda les tuent tous sauf un et prennent Christina en otage.
Après trois jours de marche forcée et une rencontre avec les Comanches, Kuroda, Link et Christina arrivent en vue de la mission où Link a donné rendez-vous à son ancien compagnon. Méfiant, Link avance à travers un champ de canne à sucre, protégé par Christina. À l'intérieur de la mission tout est calme, Kuroda les rejoint. Gotch et ses hommes surgissent alors des greniers et s'apprêtent à les tuer, mais soudain l'un d'eux s'écroule transpercé par une flèche : les Comanches attaquent. Le combat est violent. Les protagonistes réussissent à se réfugier dans le champ de canne à sucre voisin mais les Indiens commencent à incendier les alentours de leur cachette. Gotch, Link, Christina et Kuroda réussissent finalement à tuer ou mettre en fuite tous les Indiens.
Gotch blesse mortellement le samouraï. Link, qui a promis à ce dernier de remettre l'épée au président, tue son ancien complice, puis, ignorant les propositions d'association de Christina, la ramène chez Pepita. À l’approche du train, Link laisse le sabre à la gare (en le suspendant aux câbles télégraphiques) où doit passer l'ambassadeur japonais.

## Remarques
Bien que n'étant pas un western spaghetti, Soleil rouge est largement influencé par ce sous-genre : les décors arides, les personnages teigneux et patibulaires, leurs éléments vestimentaires hétérogènes au possible et particulièrement élimés (à l'exception de ceux de Gotch), la violence omniprésente et très réaliste… tout concourt à rappeler le western spaghetti.
Les personnages de Gotch et Link sont de parfaits contraires. Link est plus abrupt physiquement que Gotch, ses vêtements sont plus sales et défraîchis, il est plus rustre que son second. Gauche en comparaison est un dandy, vêtu avec recherche, toujours propre et tiré à quatre épingles. C'est un homme fin et cultivé qui détone dans cet univers sauvage et grossier. Pourtant Gotch est un assassin froid et impitoyable : dans le train il abat un homme qu'il aurait pu désarmer facilement — en tuant également un passager assis derrière lui. Puis, il tue un des samouraïs, tente d'assassiner Link à la dynamite, et abat ensuite les hommes qui ont enfoui son butin. C'est un tueur qui prend plaisir à tuer, un homme indigne de toute confiance. Par contre Link est plus extraverti, et bien qu'il soit un tricheur et un menteur dans l'âme, bien qu'il couvre Kuroda de sarcasmes, il tient sa parole en restituant le cadeau de l'empereur et par là-même se prive d'un objet d'une grande valeur.
L'art du sabre de Kuroda est le kenjutsu avec une forte référence à la koryu Tenshin Shoden Katori Shinto Ryu (voir le coup de sabre dans la grange)[réf. nécessaire]. Kuroda est d'ailleurs le nom d'un clan de guerrier du Kyushu, au sud du Japon, qui fut important dans l'histoire des koryu pour avoir soutenu le développement de la Shinto Muso Ryu.

## Fiche technique
Sauf indication contraire, les informations mentionnées dans cette section peuvent être confirmées par la base de données cinématographiques Unifrance,  présente dans la section « Liens externes ».
- Titre original : Soleil rouge
- Titre espagnol : Sol rojo
- Titre italien : Sole rosso
- Titre anglais : Red Sun
- Réalisation : Terence Young, assisté de Bernard Farrel
- Scénario : Laird Koenig, novélisation par William Terry (éditions Gallimard, collection Série noire no 1579, traduction M. Berg)
- Adaptation : Denne Bart Petitclerc, William Roberts, Lawrence Roman
- Dialogues : Gerald Devries
- Société de production : Les Films Corona (Paris). Oceania Films (Rome)[1],[2], Producciones Balcázar S.A. (Barcelone)[2]
- Production : Ted Richmond, Robert Dorfmann (associé)
- Musique : Maurice Jarre
- Photographie : Henri Alekan
- Son : William-Robert Sivel
- Effets spéciaux : Karl Baumgartner
- Montage : Johnny Dwyre
- Directeur de production : Serge Lebeau et Julio Vallejo
- Pays de production :  France -  Italie -  Espagne
- Langue originale : anglais
- Format : couleur - 1.85:1 - mono - 35 mm
- Genre : action, western
- Durée : 109 minutes
- Dates de sortie : 
  - France : 15 septembre 1971
  - Italie : 26 octobre 1971
  - Espagne : 20 décembre 1971
- Affiche : René Ferracci (France)

## Distribution
- Charles Bronson (VF : Edmond Bernard) : Link Stuart
- Ursula Andress (VF : Perrette Pradier) : Christina
- Toshirō Mifune (VF : William Sabatier) : Kuroda Jubei
- Alain Delon (VF : lui-même) : Gotch
- Capucine (VF : elle-même) : Pepita
- Bart Barry : Paco
- Lee Burton : Mace
- Tony Dawson (VF : Louis Arbessier) : Hyatt
- John Hamilton : Miguel
- George W. Lycan[3] (VF : Marc de Georgi) : le shérif Stone
- Luke Merenda (VF : Marc de Georgi) : Chato
- Satoshi Nakamura (VF : Albert Augier) : l'ambassadeur du Japon
- Jo Nieto : le paysan mexicain assassiné
- Jules Pena (VF : Louis Arbessier) : Hunt (Peppie en VO)
- Monica Randall : Maria
- Hiroshi Tanaka : le second samouraï
- John B. Vermont
- Ricardo Palacios (VF : Albert de Médina) : Pogo (non crédité)

## Lieux de tournage
Les scènes extérieures ont été tournées dans la région de Tabernas près d'Almería en Espagne.

## Box office
- Italie : 7 289 000 entrées[4].
- Etats-Unis : 4 110 000[5].
- France : 3 300 488 entrées[4].
- Allemagne : 1 974 000 entrées[4].
- Espagne : 1 690 813 entrées[4].
- Suède : 114 446 entrées[4].
- Danemark : 35 064 entrées[4].
- Monde (incomplet) : 18 513 811 millions d'entrées.